# العطن (بني سعد)

تعديل مصدري - تعديل

العطن هي إحدى قرى عزلة الشويع بمديرية بني سعد التابعة لمحافظة المحويت، بلغ تعداد سكانها 251 نسمة حسب تعداد اليمن لعام 2004.